# پونته این والتلینا
پونته این والتلینا (به ایتالیایی: Ponte in Valtellina) یک کومونه در ایتالیا است که در استان سوندریو واقع شده‌است. پونته این والتلینا ۶۹٫۵ کیلومتر مربع مساحت و ۲٬۲۲۲ نفر جمعیت دارد و ۵۰۰ متر بالاتر از سطح دریا واقع شده‌است.